# Laja
Laja é uma comuna da província de Biobío, localizada na Região de Biobío, Chile. Possui uma área de 339,8 km² e uma população de 22.404 habitantes (2002). A sede da comuna localiza-se na cidade de La Laja.
A comuna limita-se: a norte com San Rosendo e Yumbel; a leste e sul com Los Ángeles; a oeste com Nacimiento e Santa Juana.